# Karl Ernst Rahtgens
Karl Ernst Rahtgens (né le 27 aout 1908 à Lübeck, mort le 30 août 1944 à Berlin) est un officier allemand opposant au régime nazi.

## Biographie
Karl Ernst Rahtgens est le fils d'Otto Alwin Rahtgens, l'ancien directeur général de l'Institut des arts graphiques H. G. Rahtgens à Lübeck. Il suit sa scolarité au lycée Sainte-Catherine de Lübeck. Il épouse Johanna Helene von Cramon. Son oncle est le Generalfeldmarschall Günther von Kluge.
Il est impliqué dans le complot du 20 juillet 1944, est arrêté à Belgrade, condamné à mort le 30 août par le Volksgerichtshof et exécuté le jour même.